# Bensonocythere arenicola
Bensonocythere arenicola is een mosselkreeftjessoort uit de familie van de Hemicytheridae. De wetenschappelijke naam van de soort is voor het eerst geldig gepubliceerd in 1908 door Cushman.